# Kaspar Schleibner

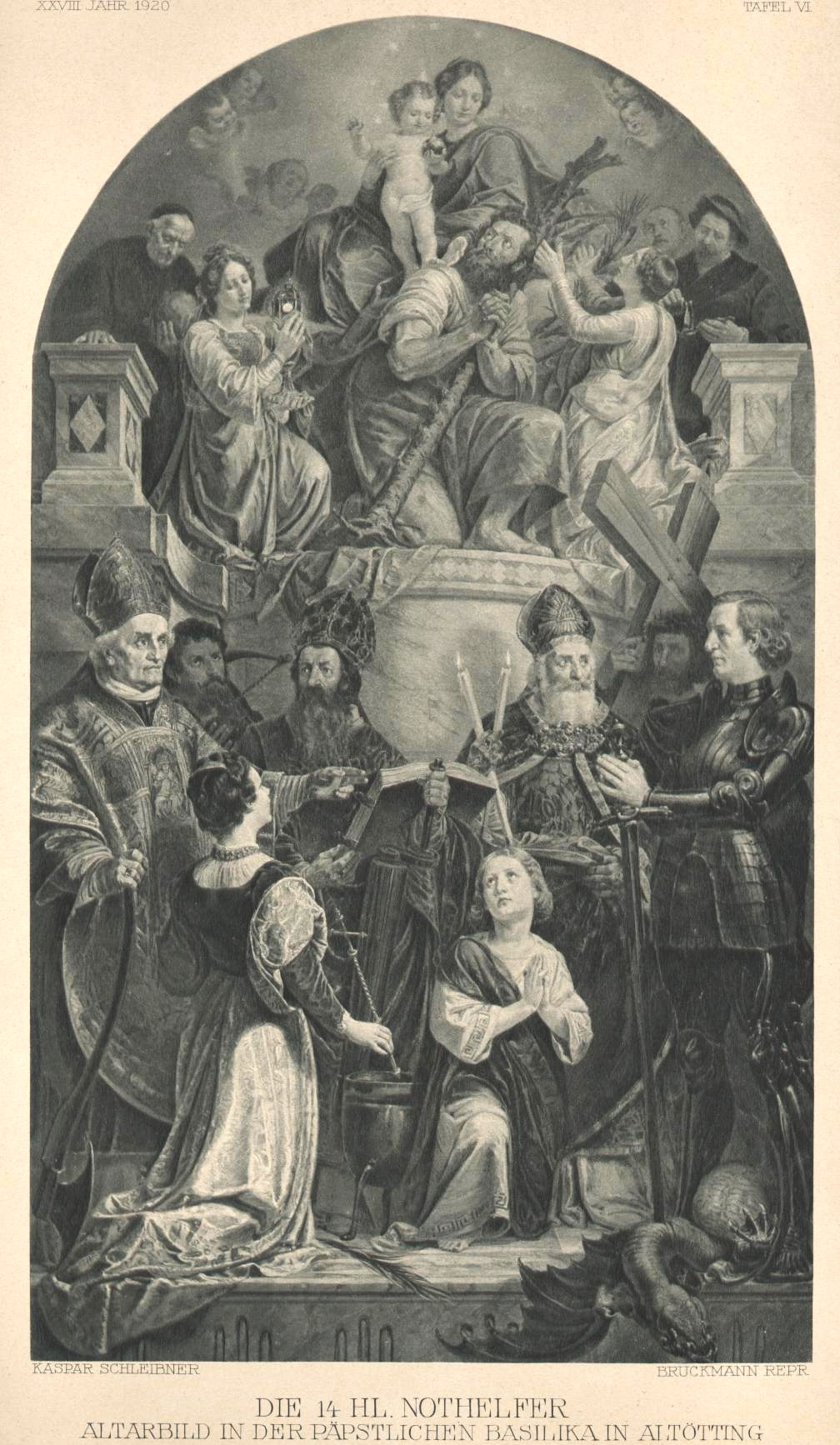
Altarblatt 14 Nothelfer in der St.-Anna-Basilika in Altötting

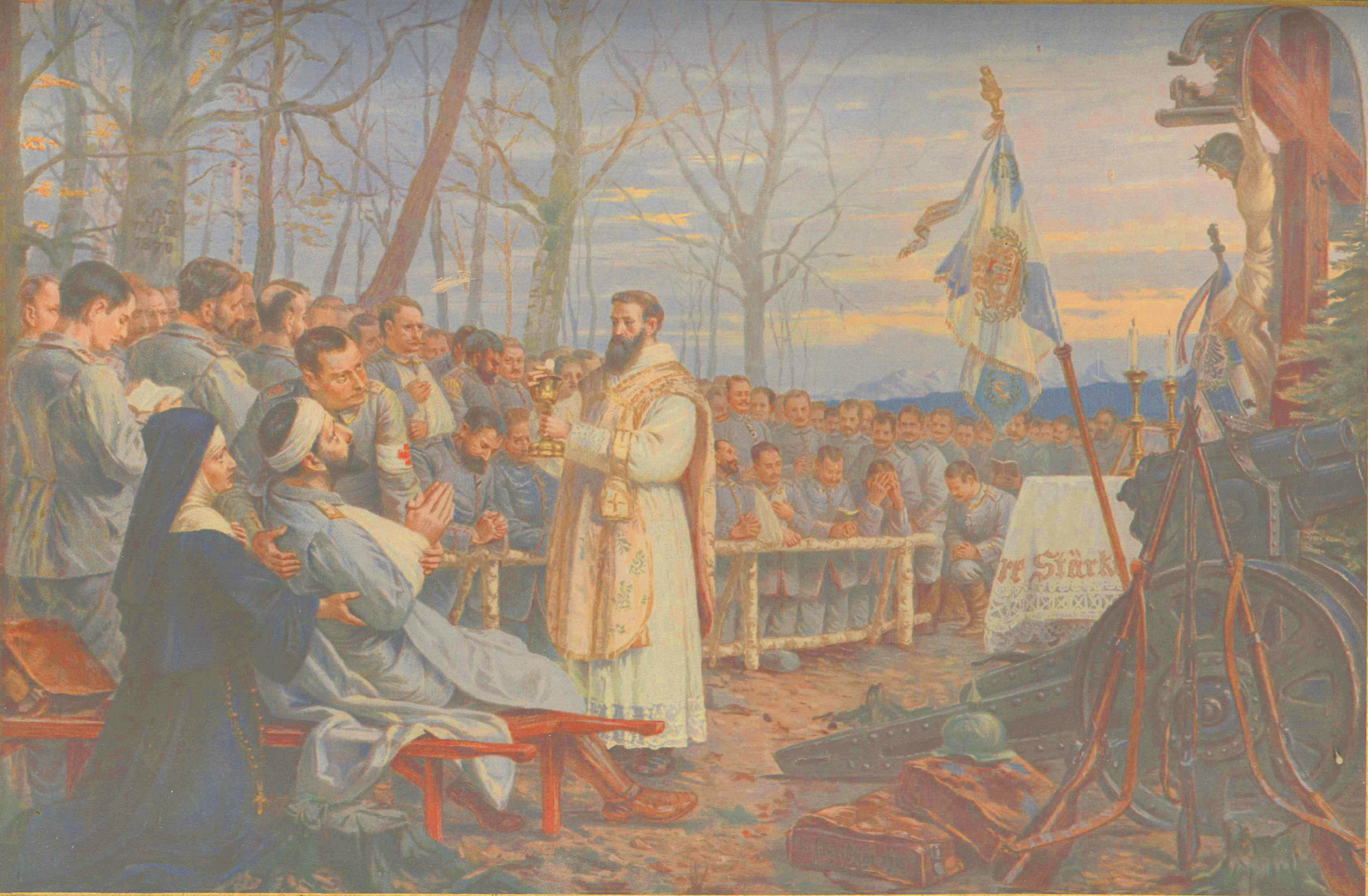
Bayerische Feldmesse, Gemälde von 1915 (signiert auf dem Tornister)

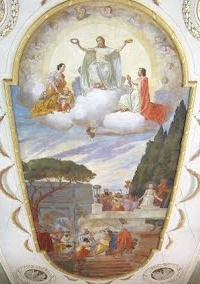
Deckengemälde in der katholischen Pfarrkirche in Rißtissen, von 1915

Kaspar Schleibner (* 23. Februar 1863 in Hallstadt; † 27. Januar 1931 in München) war ein deutscher Kirchenmaler.

## Leben und Schaffen
Kaspar Schleibner, Sohn eines Schuhmachermeisters, erlernte ab 1875 das Handwerk der Dekorationsmalerei bei M. Müller in Bamberg. Nebenbei nahm er Zeichenunterricht an der dortigen Realschule und gewann einen ausgeschriebenen Preis. 1880 übersiedelte er nach München, wurde Gehilfe an der städtischen Fachzeichenschule und strebte den Eintritt in die Königliche Kunstakademie an. Hier trat Schleibner 1882 ein und war Schüler von Johann Caspar Herterich, Wilhelm Lindenschmit und Gabriel von Hackl. 1895 und 1904 hielt sich der Maler zu Studienzwecken in Rom auf, wo der Deutsch-Italiener Ludwig Seitz (1844–1908), Direktor der Vatikanischen Gemäldegalerie (heute Vatikanische Pinakothek), künstlerischen Einfluss auf ihn gewann. Schließlich wurde ihm der Titel eines Professors der Kunst verliehen.
Schleibner entwickelte sich zu einem renommierten und gefragten Kirchenmaler, der sich überwiegend am Stil der späten Nazarener orientierte. Zu seinen bekanntesten Werken zählen die Altarbilder der zwei hinteren Seitenaltäre der Wallfahrtskirche St. Rasso in Grafrath. Das erste der um 1901/02 entstandenen Werke zeigt den heiligen Franziskus im Kreis seiner geistlichen Söhne und Töchter, das zweite den heiligen Antonius mit dem Jesuskind.
1915 schuf der Künstler das Gemälde einer Bayerischen Feldmesse, welches im Ersten Weltkrieg – hauptsächlich als Kommunionandenken – weit verbreitet und vervielfältigt wurde. Für den Altar der Basilika St. Anna in Altötting hat er ein öfter im Druck reproduziertes Bild mit der Darstellung der 14 Nothelfer gemalt. Im Jahr 1901 restaurierte Kaspar Schleibner die Ausmalung der berühmten, mittelalterlichen Holzkapelle St. Anna in Rohrmoos bei Oberstdorf.
Kaspar Schleibner war Mitglied des Münchner Vereins für Christliche Kunst. Im Geburtsort Hallstadt erinnert die Kaspar-Schleibner-Straße an ihn.

## Werke (Auswahl)
- 1895: Altarbild Rosenkranzkönigin der Pfarrkirche St. Kilian in Hallstadt
- 1895: Altarbild in der Kapelle St. Isidor in Hausen[7]
- 1898: Grabmal Schleibner mit gemaltem Votivbild im Friedhof Hallstadt
- 1900: Deckengemälde in der Pfarrkirche St. Martin in Jöhlingen Jöhlingen
- 1901/02: Zwei Altarbilder der Wallfahrtskirche St. Rasso in Grafrath
- 1905: Deckengemälde in der Pfarrkirche Mariä Himmelfahrt in Flotzheim
- 1908: Deckenbild in der Pfarrkirche St. Arbogast in Haslach im Kinzigtal
- 1915: Kreuzwegstationen in der Pfarrkirche Mariä Himmelfahrt und St. Kilian, Kolonat und Totnan in Neusetz
- 1915: Deckengemälde in der Pfarrkirche St. Pankratius und Dorothea in Rißtissen
- 1921: Altarbild in der Filialkirche Maria Unbefleckte Empfängnis in Ingolstadt-Hundszell
- 1925: Kreuzwegstationen in der Pfarrkirche St. Canisius in Großhadern
- 1927: Langhausfresko in der Pfarrkirche St. Martin in Jengen
- 1929: Deckengemälde in der Pfarrkirche St. Martin in Eggolsheim
- Ausmalung der Pfarrkirche St. Stefan in Sonneberg
- Altarblatt Vierzehn Nothelfer in der Basilika St. Anna in Altötting

## Galerie

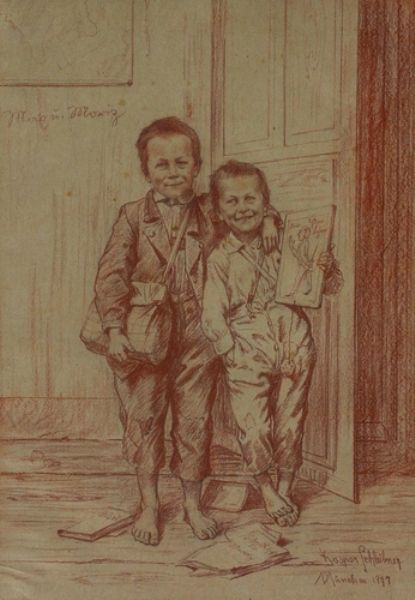
Zeichnung Max und Moritz, 1897
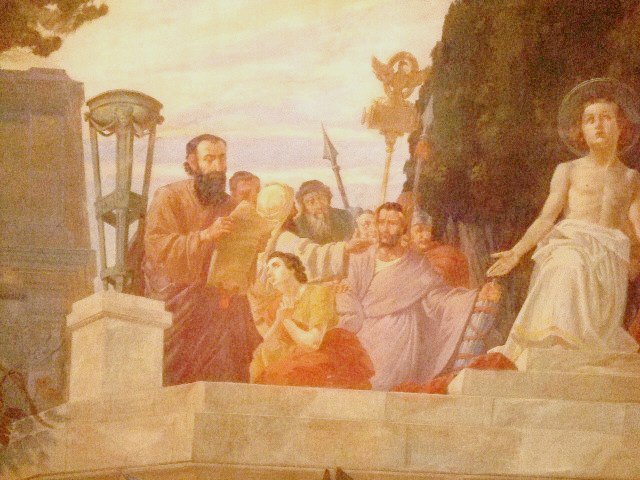
Deckengemälde (Ausschnitt) in der Pfarrkirche Rißtissen
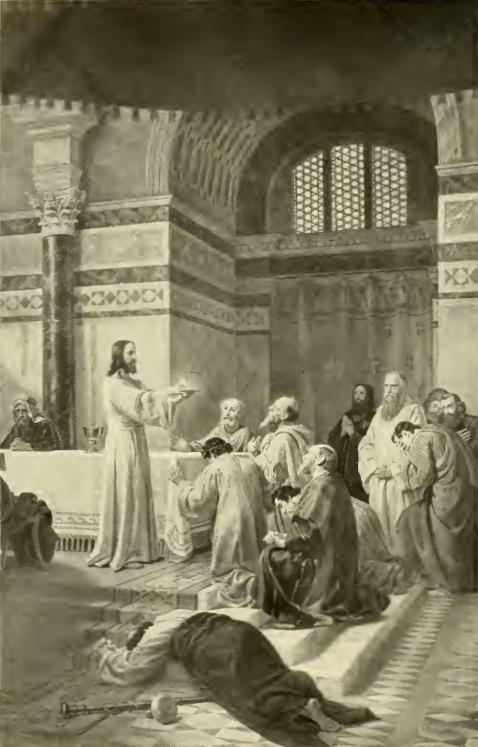
Letztes Abendmahl, 1907
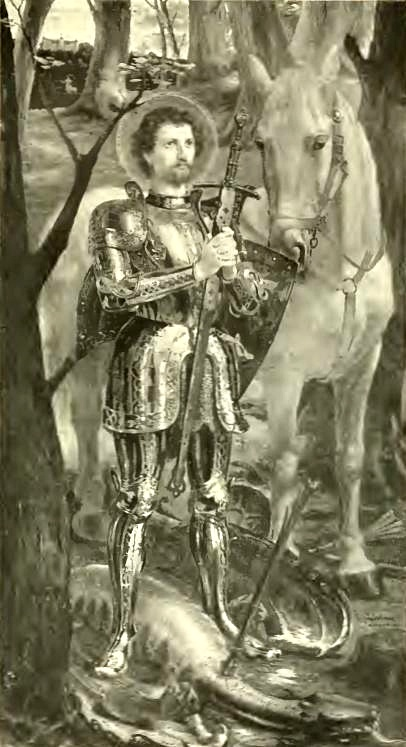
Heiliger Georg, 1909, Schlosskapelle Eurasburg
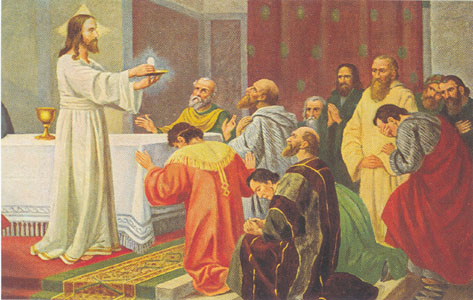
Kommunion der Apostel
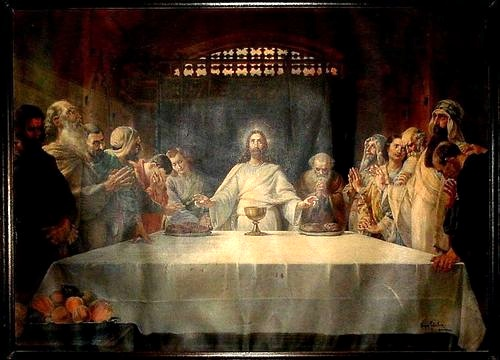
Letztes Abendmahl, 1919
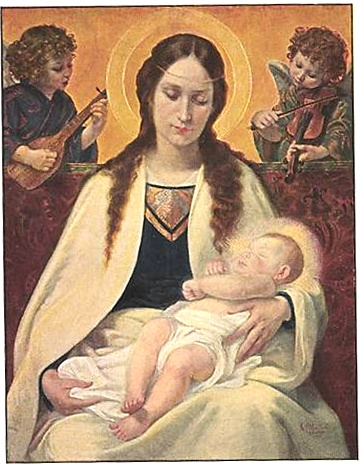
Madonna mit Kind, Postkarte, um 1920
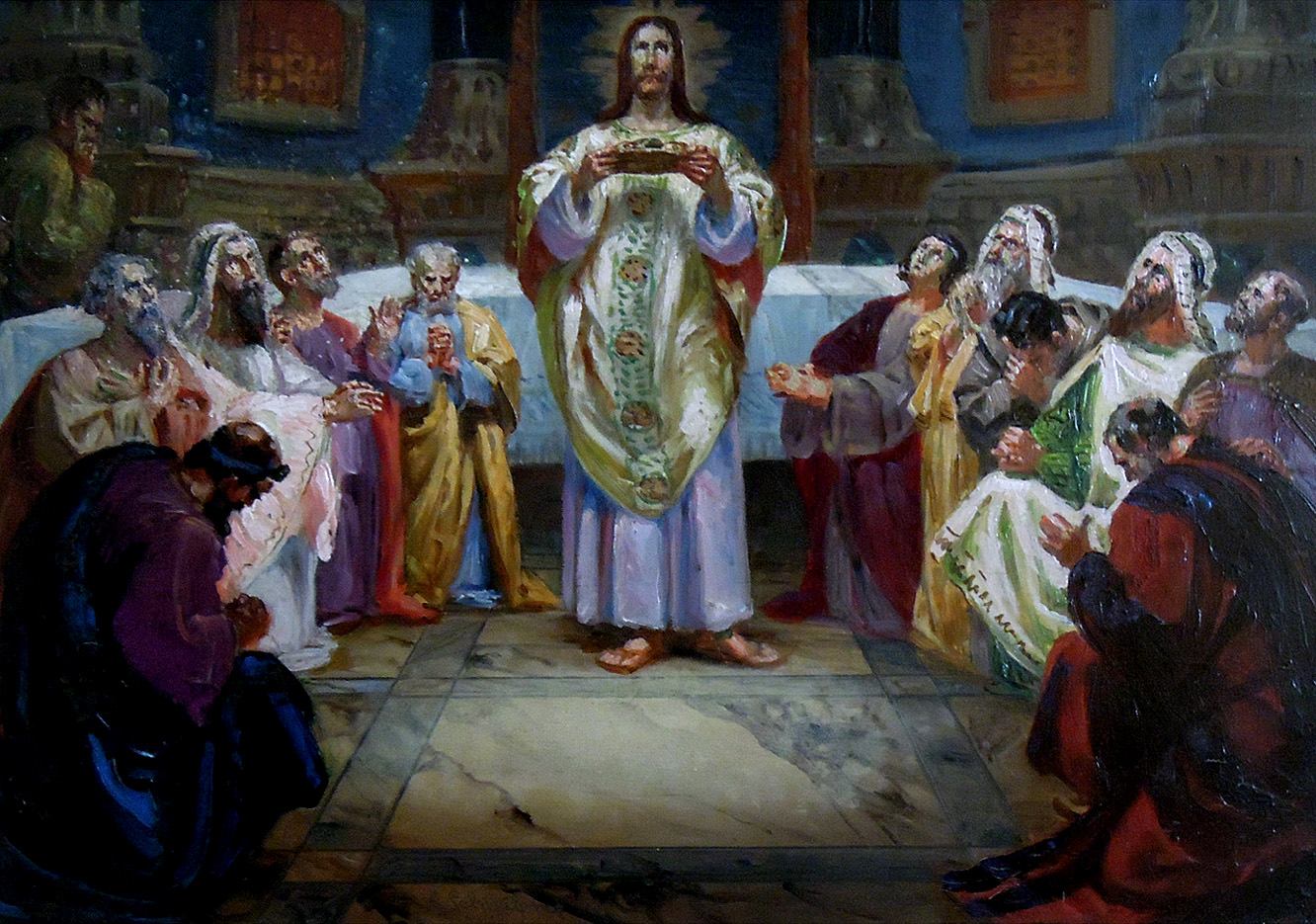
Abendmahl, Öl auf Holz, ca. 1910
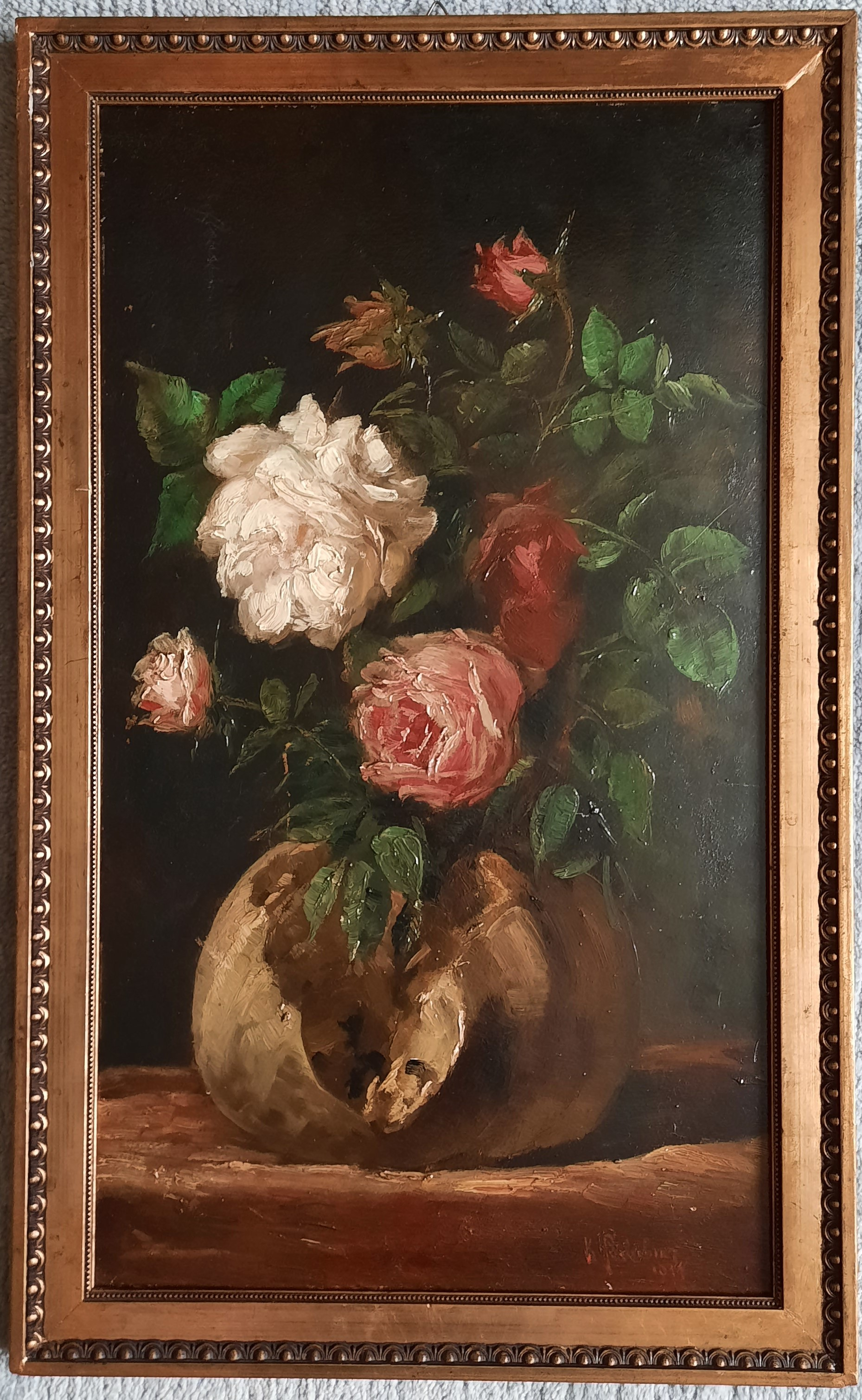
Blumenstillleben mit verschiedenfarbigen Rosen, Gemälde Öl auf Holz, von 1914